# Nadeshda Ludwig
Nadeshda Ludwig (geb. Berkowitz; * 23. Juni 1912 in Moskau; † April 1990 in Schöneiche) war eine russischstämmige deutsche Slawistin, u. a. Übersetzerin, und Hochschullehrerin.

## Leben und Werk
Nadeshda Berkowitz war die Tochter eines jüdischen Moskauer Rechtsanwalts. Die Familie zog 1922 nach Riga und später nach Berlin, wo Nadeshda das Realgymnasium absolvierte. Eine weitere qualifizierte Ausbildung konnte sie nicht erhalten. Sie lebte dann mit ihren Kindern in Woltersdorf und in Luckenwalde und entging im NS-Staat nur durch Zufall ihrer Deportation als Jüdin.
Nach 1945 war sie eine der ersten Slawistik-Studenten in der Sowjetischen Besatzungszone. Sie trat der KPD und dann der SED bei und gehörte 1947 in Luckenwalde zu den ersten Mitgliedern der Gesellschaft zum Studium der Kultur der Sowjetunion. Nadeshda Ludwig übernahm Übersetzungsaufgaben aus dem Russischen, insbesondere für den SWA-Verlag, z. B. 1949 von Michael Prischwin das Kinderbuch Der Sonnenspeicher und von Jurij Solomonowitsch Krymow Die Ingenieurin. Von 1949 bis 1952 studierte sie als eine der ersten in der DDR in einem Sonderlehrgang an der Humboldt-Universität Berlin Slawistik. Danach hielt sie bereits selbst Vorlesungen. 1955 promovierte sie, ab 1956 war sie Direktorin des Slawischen Instituts der Pädagogischen Hochschule Potsdam (PH). 1962 habilitierte sie sich zu dem Thema „Die Entstehung des sozialistischen Realismus und seine Entfaltung in der russischen sowjetischen Literatur bis 1934“. Danach erhielt sie an der PH eine Professur für Slawistik. Ab 1966 war sie Leiterin des Lehrstuhls „Russische und sowjetische Literatur“. Zudem arbeitete sie ab 1962 am Institut für Slawistik der Deutschen Akademie der Wissenschaften.
Nadeshda Ludwig war eine profunde Kennerin der russischen und sowjetischen Literatur. Sie war Autorin von Fachliteratur und eine der produktivsten und bedeutendsten Herausgeberinnen und Übersetzerinnen russischsprachiger belletristischer und literaturwissenschaftlicher Literatur. So gehörte z. B. das von ihr herausgegebene Handbuch der Sowjetliteratur 1917–1972 (Bibliographisches Institut, Leipzig, 1975) in der DDR zur Standardliteratur.
Nadeshda Ludwig wurde vom Ministerium für Kultur als Gutachterin für die Bewilligung von Druckgenehmigungen herangezogen. Dabei vertrat sie in der Regel ohne Bedenken die offizielle Linie der SED-Führung.

## Ehrungen
- 1981: Goethepreis der Stadt  Berlin
- Verdienstmedaille der DDR